# Чарлз Дахіґґ
Чарлз Дюхіґґ (англ. Charles Duhigg)—  репортер часопису «Нью-Йорк Таймс» з 2006 року, випускник Гарвардської школи бізнесу та Єльського коледжу, лауреат Пулітцерівської премії, премії Національної академії наук США.
Автор книги «Сила звички», про те, як формуються звички в нашому житті, в діяльності компаній і в житті суспільства, та книги «Кмітливіші, швидші, кращі» про науку продуктивності.
Чарлз Дюхіґґ відкриває для нас захопливий світ наукових відкриттів, пояснюючи, чому існують звички та як ix можна змінювати. Проаналізувавши величезну кількість інформації, Дюхіґґ дає нове розуміння природи людини та ї потенціалу. Головний аргумент книжки надихає: ключем до постійного особистісного розвитку, втрати ваги, покращення продуктивності та досягнення успіху є розуміння того, як працюють звички. Дюхіґґ переконує: завдяки цій новій науці ми можемо змінювати наш бізнес, наше суспільство та наше життя на краще!
Один із авторів серії публікацій «Золоті можливості» (Golden Opportunities, 2007) — про те, як компанії намагаються заробити на американцях старшого віку, «Підрахунки» (The Reckoning, 2008) — про причини й наслідки фінансової кризи, а також «Токсичні води» (Toxic Waters, 2009) — про дедалі сильніше забруднення водойм в Америці та реакцію державних служб.

## Здобутки
За свої праці Дюхіґґ отримав нагороду Національної академії наук, національну премію в галузі журналістики, премію імені Джорджа Полка, премію імені Джеральда Лоеба та інші відзнаки. Він увійшов до числа фіналістів Пулітцерівської премії 2009 року. Був одним із команди репортерів «Нью-Йорк Таймс», що здобули Пулітцеровську премію за серію з 10 статей про ділову практику Apple та інших компаній.

## Книги
- Кмітливіші, швидші, кращі. Секрети продуктивності в житті та бізнесі.
- Сила звички. Чому ми діємо так, а не інакше в житті та бізнесі.

## Приватне життя
Народився в Нью-Мехіко в 1974 році.
Дюхіґґ закінчив Гарвардську школу бізнесу та Єльський університет (вивчав історію). Перед тим як почати кар’єру журналіста, працював в інвестиційному фонді і, одного дня в 1999 році, велокур’єром у Сан-Франциско.
Мешкає у Брукліні разом зі своєю дружиною і двома синами.